# Maladera utacamanda
Maladera utacamanda är en skalbaggsart som beskrevs av Brenske 1898. Maladera utacamanda ingår i släktet Maladera och familjen Melolonthidae. Inga underarter finns listade i Catalogue of Life.